# Czarnostawiańska Przełęcz
Czarnostawiańska Przełęcz (niem. Megsdorfer Scharte, słow. Východné Mengusovské sedlo, węg. Menguszfalvi-csorba, 2340 m) – stosunkowo szeroka przełęcz w grani głównej Tatr, oddzielająca od siebie Mięguszowieckie Szczyty i Wołowy Grzbiet, a dokładniej ich skrajne punkty, Mięguszowiecki Szczyt Czarny (Východný Mengusovský štít, 2410 m) i Hińczową Turnię (Hincova veža, 2372 m).

## Opis przełęczy
Po stronie polskiej ku północnemu wschodowi do Wyżniego Czarnostawiańskiego Kotła w Dolinie Rybiego Potoku opada z przełęczy skalisto-trawiasta ściana poprzecinana żlebami. Nie tworzą one jednak ciągłego żlebu opadającego na piargi u podnóży ścian. Po stronie słowackiej ku południowemu zachodowi z przełęczy do Doliny Hińczowej opada częściowo piarżysta, częściowo płytowa depresja. Przełęcz stanowi dość dogodny dostęp do Wołowego Grzbietu, nie służy jednak jako przejście pomiędzy sąsiednimi dolinami.
W rejonie przełęczy stwierdzono występowanie rutewnika jaskrowatego – bardzo rzadkiej rośliny, w Polsce występującej tylko w Tatrach i to w nielicznych tylko miejscach (na Czarnostawiańskiej Przełęczy znajduje się najwyżej położone w Tatrach stanowisko tej rośliny).

## Historia zdobycia
Najprawdopodobniej pierwszymi taternikami, którzy przeszli przez tę przełęcz, byli dwaj bracia Schrimpf. Podczas wycieczki (22 sierpnia 1886 r.) zabłądzili w Dolinie Mięguszowieckiej i przeszli nad Czarny Staw pod Rysami w bliżej nieokreślonym miejscu. Podczas przejścia starszy z braci stoczył się po zaśnieżonym zboczu i potłukł się, następnego dnia zaś został zniesiony w dół przez wezwanych na pomoc górali.
Pierwsze odnotowane wejścia:
- latem – Antonina Englisch, jej syn Karol Englisch, Johann Hunsdorfer, 9 sierpnia 1903 r.,
- zimą – Mieczysław Lerski, Jerzy Maślanka, 22 marca 1910 r.[3]

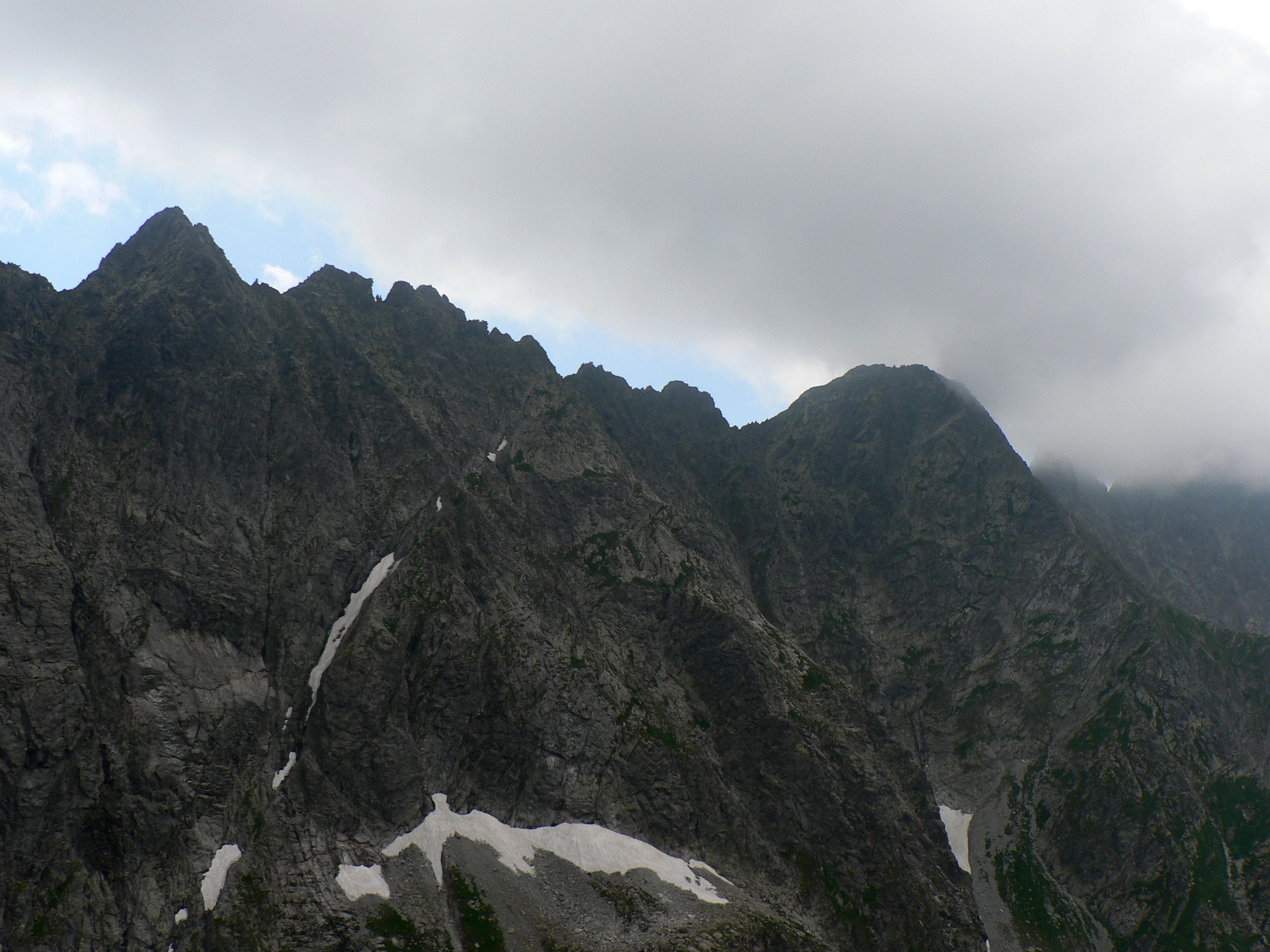
Widok z drogi na Rysy

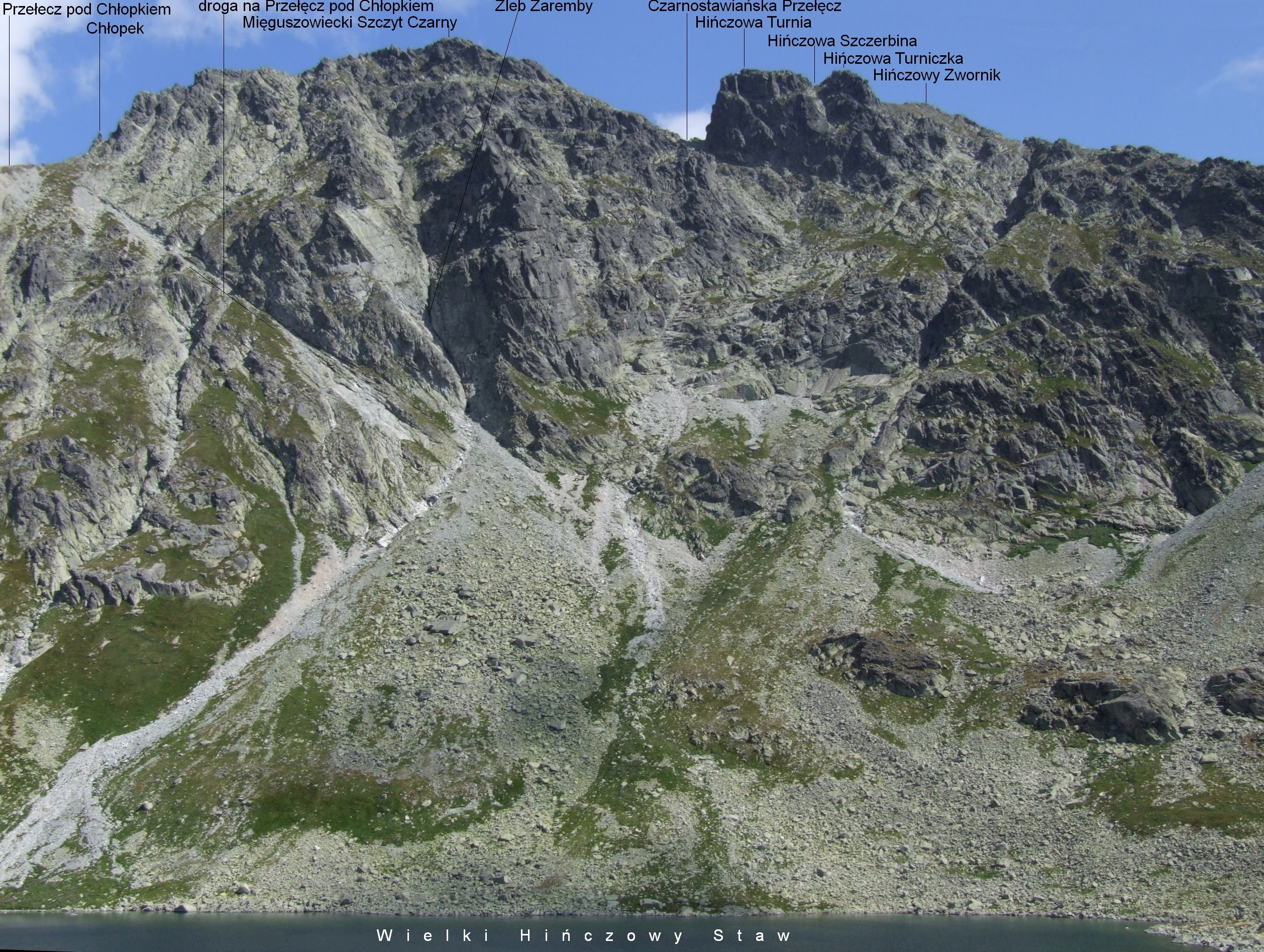
Widok z Doliny Hińczowej

## Taternictwo
Najłatwiejsze wejście na przełęcz jest z Mięguszowieckiej Przełęczy pod Chłopkiem trawersem po słowackiej stronie Mięguszowieckiego Szczytu Czarnego (droga nr 6). Dla turystów jest to jednak obszar zamknięty, dopuszczalne jest tutaj natomiast uprawianie taternictwa. Jest kilka dróg wspinaczkowych:
1. Z Siodła za Kazalnicą; 0+ w skali tatrzańskiej, czas przejścia 30 min,
2. Z Wyżniego Kotła Czarnostawiańskiego przez wschodnią ścianę Mięguszowieckiego Szczytu Czarnego; III lub V (wariant), 2 godz.,
3. Asceta-pomurnik; I, II, miejsce II, zimą 3 godz.,
4. Przez północną ścianę Hińczowej Turni; IV, 3 godz.,
5. Z Doliny Hińczowej południowo-zachodnią depresją; 0+ od stawu 1 godz.,
6. Z Przełęczy pod Chłopkiem dolnym trawersem; I, 30 min[2].